# Hsiaolina
Hsiaolina is een geslacht van kreeftachtigen uit de klasse van de Ostracoda (mosselkreeftjes).

## Soorten
- Hsiaolina chingchingella Hu & Tao, 2008
- Hsiaolina chuntzui Hu & Tao, 2008
- Hsiaolina rhomboidalis (Hu, 1979)
- Hsiaolina wuchii Hu & Tao, 2008